# 大姓
大姓，汉字姓氏。

## 中国大姓
根据《風俗通》，称大姓是大庭氏之後。7世纪粟末靺鞨有大姓，其首领大祚荣创立渤海国，立国228年（698年—926年），亡于辽朝。辽朝、金朝渤海人中有许多大姓人物，如大延琳、大康乂、慈憲皇后、大興國、大㚖、大公鼎等。根据《清朝通志·氏族略》，清朝融合入满族的大姓改为戴佳氏，如康熙帝成妃、乾隆帝忻妃、那苏图、文英、慧成、晋康等人。台湾2018年統計大姓人数排第773位，有36人。

## 朝鲜半岛大姓
大姓（韓語：大，韓語羅馬字：Dae、Tae、Dai、Dea、Day），渤海国灭亡后、渤海王大諲譔之子大光显于926年（高麗太祖9年）归化高麗被赐王姓。大光显子孫中有舍弃王姓恢复大姓的。朝鮮王朝初期史書《東国通鑑》将渤海始祖大祚荣写作太祚榮，一些大氏改成了太氏。现在朝鮮、韓国現存的太氏和大氏，都自称是渤海国王族后裔。相传，渤海国末代国王大諲譔之子大鐸率渤海遺民南下高麗，在今密陽定居，就是密陽大氏的起源。